# Andrew Cooper
Andrew Dollman Cooper OAM (* 23. Dezember 1964 in Melbourne) ist ein ehemaliger australischer Ruderer.
Cooper hatte 1985 bei den noch inoffiziellen U23-Weltmeisterschaften den zweiten Platz mit dem australischen Achter belegt. 1986 trat Cooper bei den Weltmeisterschaften in Nottingham in der Erwachsenenklasse an und gewann den Titel mit dem australischen Achter. Bei den Weltmeisterschaften 1987 belegte Cooper mit dem australischen Achter den vierten Platz, im Jahr darauf erreichte das Boot den fünften Platz im Olympiafinale. 
Nach zwei Jahren ohne Weltmeisterschaftsteilnahme ersetzte Cooper 1991 Samuel Patten im australischen Vierer ohne Steuermann, der 1990 in Tasmanien den einzigen Weltmeistertitel für die Gastgeber gewonnen hatte. Zusammen mit Nicholas Green, Michael McKay und James Tomkins gewann Cooper den Titel bei den Weltmeisterschaften 1991 in Wien. Im Jahr darauf siegten die vier Australier auch bei den Olympischen Spielen in Barcelona.
Cooper kehrte noch einmal in den Vierer zurück und erreichte den fünften Platz bei den Weltmeisterschaften 1995. 
In Anerkennung seiner Verdienste um den Rudersport wurde er 1987 mit der Medaille des Order of Australia ausgezeichnet. 1999 wurde er in die Sport Australia Hall of Fame aufgenommen.